# Heinrich Hauser
Heinrich Hauser (1901 - 1955) fou un escriptor i periodista alemany.

## Biografia[1]
S'allistà a l'armada alemanya els últims anys de la Primera Guerra Mundial; des de llavors mantingué la seva passió pel mar i els viatges. El 1920 publicà el primer llibre, Das Zwanzigste Jahr. Acabada la guerra continuà la seva educació i esdevingué editor del diari Frankfurter Zeitung. Guanyà popularitat amb la seva primera novel·la, Brackwasser, guanyadora el 1929 del Premi Gerhart-Hauptmann (traduïda al català). Mantingué, des de llavors, una prolífica obra tant en ficció com en no ficció (incloent foto-reportatges). Deixà Alemanya el 1939 perseguit pel règim Nazi i s'instal·là als Estats Units. Tornà al seu país natal el 1949.

## Llista d'obres
- Das zwanzigste Jahr (1925)
- Brackwasser (1928)
- Schwarzes Revier (1930)
- Die letzten Segelschiffe (1930)
- Donner überm Meer (1931)
- Feldwege nach Chicago (1932)
- Noch nicht (1932)
- Ein Mann lernt fliegen (1933)
- Kampf – Geschichte einer Jugend (1934)
- Fahrten und Abenteuer im Wohnwagen (1935)
- Am Laufenden Band (1936)
- Die Flucht des Ingenieurs (1937)
- Notre Dame von den Wogen (1937)
- Opel, ein deutsches Tor zur Welt (1937)
- Südeuropa ist erwacht (1938)
- Australien (1939)
- Battle Against Time (1939)
- Im Kraftfeld von Rüsselsheim (1940)
- Kanada (1940)
- Time Was (1942)
- The German Talks Back (1945)
- Meine Farm am Mississippi (1950)
- Bevor dies Stahlherz schlägt (1951)
- Dein Haus hat Räder (1952)
- Die letzten Segelschiffe (1952)
- Unser Schicksal – Die deutsche Industrie (1952)
- Gigant Hirn (1958)
- Ruhrgebiet 1928. Photographien von Heinrich Hauser (2010)